# Johann I. (Rietberg)
Graf Johann I. von Rietberg (* um 1450; † 1516) war von 1472 bis 1516 Graf von Rietberg.  Er wurde als ältester Sohn des Grafen Konrad V. und dessen Frau Jacobe von Neuenahr geboren. Nach dem Tod des Vaters 1472 übernahm Johann I. die Geschicke der Grafschaft.
Bei einem Schnadegang am 1. Mai 1474 mit den Bürgern der Stadt Rietberg trank er ein Fass Bier mit ihnen. 1477 versprach Johann dem Rat der Stadt Rietberg und dem dortigen Bürgermeister die Wiederherstellung der alten Rechte und Gewohnheiten. Ferner sollte das Recht der Stadt Lippstadt auch hier gelten.
Ebenfalls 1477 reiste Johanns Bruder Curt mit Johann den Roden und dessen Frau Lucke nach Rom. Die Kosten brachte man durch die Verpfändung des Aldehofes in Bokel auf.
Am 24. April 1481 traten Johann I. und seine Frau Margarete unter Abt Johannes V. Wineken in das Kloster Marienfeld ein. Am 13. Mai 1481 stiftete Johann dort für das Seelenheil seiner Eltern und Geschwister einen Altar. Zur Bezahlung übergab er das Horntemannsgut im Kirchspiel Gütersloh, ließ sich aber die Option, es für 200 Rheinische Gulden zurückkaufen zu können.
In der Rietberger Schlosskapelle stiftete er ebenfalls einen Altar.

## Ehe und Nachkommen
Vor 1475 heiratete er Margarete zur Lippe. Sie bekamen neun Kinder:
- Otto III. († 18. Dezember 1535), Graf von 1516 bis 1535
- Bernhard († 15. Oktober 1501), Domherr zu Osnabrück und Köln
- Konrad († 1500), Domherr in Köln
- Johann († 1530), Domherr in Münster und Köln
- Simon, erwähnt 1486–1494
- Elisabeth († Juli 1512), heiratete am 27. Juli 1497 Graf Edzard I. von Ostfriesland
- Emgard († nach 1535), heiratete vor 1499 Graf Otto IX. von Tecklenburg
- Margarete, erwähnt 1491
- Friedrich († 1539), Domherr zu Köln

| Vorgänger | Amt                         | Nachfolger |
| --------- | --------------------------- | ---------- |
| Konrad V. | Graf von Rietberg 1472–1516 | Otto III.  |

| Personendaten    | Personendaten                 |
| ---------------- | ----------------------------- |
| NAME             | Johann I.                     |
| KURZBESCHREIBUNG | Graf von Rietberg (1472–1516) |
| GEBURTSDATUM     | 15. Jahrhundert               |
| STERBEDATUM      | 1516                          |